# Luxembourg Open
Die Luxembourg Open sind die offenen internationalen Badmintonmeisterschaften von Luxemburg. Sie wurden erstmals im Mai 2022 ausgetragen. 1986 gab es mit den Luxembourg International 1986 bereits eine Vorgängerveranstaltung.

## Die Titelträger
| Saison | Herreneinzel                    | Dameneinzel             | Herrendoppel                            | Damendoppel                        | Mixed                              |
| ------ | ------------------------------- | ----------------------- | --------------------------------------- | ---------------------------------- | ---------------------------------- |
| 1986   | Bernd Schwitzgebel              | Esther Villanueva       | Jürgen Gebhardt Bernd Schwitzgebel      | Sonja Mellink Cindy Scholtz        | Michel Bauduin Sonja Mellink       |
| 2022   | Mads Christophersen             | Chiara Marvella Handoyo | Andreas Søndergaard Jesper Toft         | Abbygael Harris Hope Warner        | Lucas Corvée Sharone Bauer         |
| 2023   | S. Sankar Muthusamy Subramanian | Hina Akechi             | William Kryger Boe Christian Faust Kjær | Kirsten de Wit Alyssa Tirtosentono | Patrick Scheiel Franziska Volkmann |
| 2024   | Alex Lanier                     | Hina Akechi             | William Kryger Boe Christian Faust Kjær | Miki Kanehiro Rui Kiyama           | Grégoire Deschamp Iben Bergstein   |
| 2025   |                                 |                         |                                         |                                    |                                    |